# Metaltella iheringi
Metaltella iheringi is een spinnensoort uit de familie Desidae. De soort komt voor in Brazilië en Argentinië.